# Jean-Raymond Hugonet
Pour les articles homonymes, voir Hugonet.
Jean-Raymond Hugonet est un musicien et homme politique français né le 10 janvier 1958 à Palaiseau.

## Biographie
Jean-Raymond Hugonet est le fils de Raymond Hugonet, ancien maire de Limours de 1969 à 1977 et conseiller général de l’Essonne (canton de Limours) de 1982 à 1993.

## Carrière artistique
1980 - 1985 : Il débute comme musicien professionnel indépendant (batterie) sur scène et en studio. Il collabore musicalement à divers projets notamment avec Stéphane Collaro (show TV + tournées).
Il intervient fréquemment au Studion GanG (Paris) pour le compte du producteur/éditeur Frédéric Leibovitz et son label Cézame. Il aura la chance d’y côtoyer des musiciens renommés tel que Jannick Top, Roland Romanelli, Claude Salmieri, Marc Chantereau, Bernard Paganotti ainsi que les ingénieurs du son Jean-Pierre Janiaud et Olivier Do Espérito Santo.
1986 - 1989 : Il crée, avec l’ingénieur du son Fabien Colella, son premier studio d’enregistrement « Studio Jet » (Paray-Vielle-Poste) qui lui permet de faire ses premiers pas dans le domaine de la production audiovisuelle. L'année 1987 marquera la consécration de la collaboration avec Fabien Colella et Jean-Denis Bruet avec qui Jean-Raymond Hugonet écrit les paroles de « La Chanson de Bamboula »  qui est le nom donné à des biscuits produits par la Biscuiterie Saint-Michel. De 1987 à 1994, « La chanson de Bamboula » sera diffusée massivement à la télévision dans un clip publicitaire où un petit africain à la tenue léopard avec un béret et un anneau à l’oreille est censé séduire les enfants. Le succès et la diffusion à la télévision de « la chanson de Bamboula » vont brutalement s'interrompre en 1994 avec la polémique,,autour du village de Bamboula près de Nantes, dernier zoo humain en France, qui entrainera sa fermeture en septembre 1994 ainsi que la disparition des biscuits et du personnage Bamboula de la Biscuiterie Saint-Michel.
1990 - 1995 : Il crée, avec le publicitaire Bernard Cantié, sa première société de production et d’édition musicale « Midi-Mandoline », filiale de la Société Française d’Innovation en Communication (SFIC), spécialisée dans la musique de pub et l’événementiel. Il signera notamment, avec Hadi Kalafate, de nombreuses collaborations aux génériques de la société France 2 durant cette période.
1995 - 2000 : Il crée, avec l’artiste canadien Peter Scharpf, la société de production et d’édition musicale « Boys and their Toys ». Il y signera plusieurs collaborations avec la société « Marathon » pour les musiques du célèbre sitcom Sous le soleil.
2001 - 2011 : Il entreprend des collaborations musicales en studio et sur scène avec l’artiste Yann Pincemin et le groupe Rosewood. Il est, depuis 2006, sociétaire professionnel de la S.A.C.E.M.

## Carrière politique
Maire de Limours depuis 2001, Jean-Raymond Hugonet est la tête de la liste Engagés pour l’Essonne, soutenue par Les Républicains, aux élections sénatoriales de 2017 dans l'Essonne tout en étant non-encarté, et est élu sénateur de l'Essonne au terme de ces élections,.
Frappé par la législation limitant le cumul des mandats en France, il démissionne de ses mandats de maire de Limours et de président de la communauté de communes du pays de Limours,,. Il démissionne aussi de son mandat de conseiller régional. Il reste conseiller municipal de Limours, réélu le 15 mars 2020.

## Mandats
- 2001 - 2017 : Maire de Limours
- 2012 - 2017 : Président de l'Union des Maires de l'Essonne
- 2014 - 2017 : Président de la communauté de communes du pays de Limours
- 2015 -  2017 : Conseiller régional Ile-de-France
- 2017 -  Sénateur de l'Essonne

## Ouvrages
Le Tournant - Editions des Bords de Seine -  (ISBN 9782366320978) - mai 2019